# Acacia catechu
Acacia catechu este un copac foios cu țepi ce crește până la 15 metri în înălțime. Este denumit și Catechu, Cachou sau Cutch negru. Este întâlnit în Asia, China, India și zona Oceanului Indian.

## Folosit în

### Mâncare
Semințele lui sunt o bună sursă de proteine.

### Nutreț
Ramuri ale copacului sunt des tăiate pentru capre.

## Lemn
Este folosit adesea pentru făcut focul și este considerat foarte valoros în industria de mobilier și accesorii. Are o densitate aproximativă de 0,88 g/cm³.

### Alte întrebuințări
Lemnul din miez este folosit la vopsit, tăbăcit pielea, în medicină și este folosit ca regulator vâscos pentru forările de petrol.

### Mod de cultivare
Pomul se înmulțește prin semințe, care sunt întâi înmuiate în apă fierbinte. După 6 luni de îngrijire în pepinieră, poate fi mutat afară.
1. ↑  The IUCN Red List of Threatened Species 2022.2[*] Verificați valoarea |titlelink= (ajutor);
2. ↑  Australian Plant Name Index